# Hunter (New York)
Hunter is een plaats in Greene County in de staat New York in de Verenigde Staten van Amerika. Bij de volkstelling van 2010 had het 2732 inwoners.